# レビュー・オブ・レビューズ
『レビュー・オブ・レビューズ』は宝塚歌劇団の作品。宝塚大劇場公演の併演は『宝寿』、東京宝塚劇場は『砂に描こうよ』。

## 宝塚大劇場公演
形式名は「グランドレビュー」。
24場。

### 1964年　専科・花・雪組合同公演
- 5月7日 - 5月31日公演

スタッフ
- 作・演出：高木史朗
- 演出：鴨川清作
- 音楽：中元清純、吉崎憲治
- 音楽指揮：溝口尭
- 振付：渡辺武雄、岡正躬、佐々木和明、県洋二
- 装置：石浜日出雄
- 衣装：静間潮太郎
- 小道具：生島道正
- 効果：村上茂
- 録音：松永浩志
- 演出補：柴田侑宏
- 演出助手：阿古健
- 振付：鈴木武

主な出演（配役も含む）
- 歌うフェアリー：淀かほる
- 老貴婦人：美吉左久子
- 画家：桃山千歳
- 歌う男：星空ひかる、真帆志ぶき
- ピアノをひく男：水穂葉子
- 歌う女：晴野暁美
- 五十年の道を歌う男：麻鳥千穂
- 踊る男：松乃美登里、近衛真理
- 踊る女：四条秀子、黒木ひかる
- ピアノの男：甲にしき、牧美佐緒
- セレモニー：大路三千緒
- エトワール：加茂さくら

### 1964年　専科・星・月組合同公演
- 6月2日 - 6月28日公演　続演

主なスタッフ
- 作・演出：高木史朗
- 演出：鴨川清作

主な出演
- 天城月江
- 深山しのぶ
- 水代玉藻
- 高殿ゆかり
- 那智わたる
- 若山かず美
- 如月美和子
- 大空美鳥
- 千波淳
- 安芸ひろみ
- 直木玉実
- 美山しぐれ
- 秩父美保子
- 内重のぼる
- 都にしき
- 八汐路まり
- 上月晃

## 東京宝塚劇場公演

### 1964年　星・雪組合同公演
- 8月2日 - 8月28日 公演

主なスタッフ
- 高木史朗
- 鴨川清作